# Планиница (Перникская область)
Планиница (болг. Планиница) — село в Болгарии. Находится в Перникской области, входит в общину Перник. Население составляет 16 человек.

## Политическая ситуация
Кмет (мэр) общины Перник — Росица Йорданова Янакиева (коалиция в составе 2 партий: Болгарская социал-демократия (БСД), Болгарская социалистическая партия (БСП)) по результатам выборов в правление общины.